# Cristián I de Sajonia
Cristián I de Sajonia (Dresde, 29 de octubre de 1560-Dresde, 25 de septiembre de 1591) fue elector de Sajonia y miembro de la Casa de Wettin.

## Biografía
Era el sexto hijo, pero el segundo en sobrevivir, del elector Augusto de Sajonia y de Ana de Dinamarca. La muerte de su hermano mayor, Alejandro, lo convirtió en heredero del electorado en el año 1565.
Cristián sucedió a su padre a la muerte de éste en el año 1586, y su canciller fue Nikolaus Krell. Durante su gobierno se realizó el primer catastro de Sajonia.

## Matrimonio e hijos
En Dresde, el 25 de abril del año 1582 contrajo matrimonio con Sofía de Brandeburgo, hija de Juan Jorge de Brandeburgo, con quien tuvo siete hijos:
- Cristián II (1583-1611), elector de Sajonia.
- Juan Jorge I (1585-1656), sucesor de su hermano, Cristián II, como elector de Sajonia.
- Ana Sabina (1586).
- Sofía (1587-1635), casada con el duque Francisco de Pomerania.
- Isabel (1588-1589).
- Augusto (1589-1615), casado con Isabel de Brunswick-Wolfenbüttel.
- Dorotea (1591-1617), princesa-abadesa de Quedlinburg.